# James DeGale
James DeGale (1986. február 3. –) olimpiai bajnok brit ökölvívó.

## Élete és pályafutása
- 2008-ban olimpiai bajnok középsúlyban. A nyolcaddöntőben az amerikai Shawn Estradát, a negyeddöntőben az előző olimpia váltósúlyú bajnokát, a kazah Baktijar Artajevet, az  elődöntőben az ír Darren Sutherlandet, majd a döntőben a kubai Emilio Correát győzte le.

## Profi karrierje
2009. február 28-án vívta első mérkőzését.